# Старая Тузда
Ста́рая Тузда́ (каз. Ескi Тұзды) — село в Бухар-Жырауском районе Карагандинской области Казахстана, входит в состав сельского округа Тузды. 

## География
Населённый пункт расположен в центральной части Бухар-Жырауского района, к северу от Туздинского водохранилища, в 3,9 километрах (по автодороге) к востоку от административного центра сельского округа села Тузды, в 38 километрах к западу от районного центра посёлка Ботакара и в 51 километрах к северу от областного центра города Караганда. Соседние сёла: Тузды в 2,5 километрах к западу, Каратомар в 7 километрах к востоку. Транспортное сообщение осуществляется автомобильной дорогой международного значения А-17 «Кызылорда—Павлодар—Успенка—граница РФ», проходящая к востоку от села. Высота центра — 509 метров над уровнем моря.

## Население
| Численность населения | Численность населения | Численность населения | Численность населения |
| 1989                  | 1999                  | 2009                  | 2021                  |
| --------------------- | --------------------- | --------------------- | --------------------- |
| 277                   | ↘169                  | ↘70                   | ↘56                   |

национальный состав
Процентное соотношение численно-преобладающих национальностей села согласно переписи населения 1989 года:
| Национальность | Процентное соотношение |
| -------------- | ---------------------- |
| русские        | 53 %                   |
| казахи         | 24 %                   |
| другие         | 23 %                   |